# Eastern Boyne River
Eastern Boyne River är ett vattendrag i Australien. Det ligger i delstaten Queensland, omkring 400 kilometer nordväst om delstatshuvudstaden Brisbane.
I omgivningarna runt Eastern Boyne River växer huvudsakligen savannskog. Trakten runt Eastern Boyne River är nära nog obefolkad, med mindre än två invånare per kvadratkilometer. Genomsnittlig årsnederbörd är 1 264 millimeter. Den regnigaste månaden är januari, med i genomsnitt 295 mm nederbörd, och den torraste är september, med 30 mm nederbörd.